# Rock ’n’ Rave
Rock ’n’ Rave – drugi album studyjny włoskiego DJ-a i producenta Benny’ego Benassiego wydany w 2008 roku (jako Benny Benassi).

## Lista utworów

### Disc 1
1. „Finger Food”
2. „My Body” (featuring Mia J)
3. „Shocking Silence” (featuring Dino)
4. „U Move U Rock Me”
5. „Who's Your Daddy” (Pump-kin Remix)
6. „Here and Now”
7. „Rock ’n’ Rave"
8. „I Am Not Drunk”
9. „Free Your Mind (On The Floor)” (featuring Farenheit)
10. „Love and Motion” (featuring Christian Burns)
11. „Come Fly Away” (featuring Channing)

### Disc 2
1. „Bring The Noise” (Pump-kin Remix)
2. „Everybody Everybody” (Black Box vs Benny Benassi)
3. „Eclectic Strings”
4. „Who's Your Daddy” (David Guetta & Joachim Garraud)
5. „Electro Sixteen” (Benny Benassi vs Iggy Pop)
6. „I Love My Sex” (Pump-kin Remix)